# Герб Калевальского района
Герб Калевальского района — официальный конвенциональный (условный) опознавательно-правовой знак, являющийся символом муниципального образования наряду с флагом и гимном муниципального образования «Калевальский национальный район» Республики Карелия Российской Федерации.
Ныне действующий герб утверждён 17 октября 2019 года и внесён в Государственный геральдический регистр Российской Федерации с присвоением регистрационного номера 13252.

## Описание
Геральдическое описание (блазон) герба муниципального образования гласит:
«В пересечённом зелёном и лазоревом поле с включенным червлёным, черным и червлёным поясом, – поверх всего золотое кантеле, поставленное в столб на золотом пере, положенном в пояс».
Герб муниципального района, в соответствии с Методическими рекомендациями по разработке и использованию официальных символов муниципальных образований, утвержденными Геральдическим советом при Президенте Российской Федерации 28.06.2006 года, может воспроизводиться со статусной короной установленного образца.
Муниципальная корона установленного образца для муниципального района – золотая о пяти видимых заострённых зубцах.
Герб может воспроизводиться как в полной версии (полный герб – с муниципальной короной), так и в сокращенной версии (в виде гербового щита без короны); обе версии герба равноправны и имеют одинаковый статус.
Флаг муниципального образования  представляет собой прямоугольное с отношением ширины к длине 2:3, на всю поверхность которого распространена композиция из герба муниципального образования с заменой геральдических золота, червлени и лазури соответственно жёлтым, красным и голубым цветами.
Оборотная сторона флага является зеркальным отображением его лицевой стороны.

## Обоснование символики
За основу официальных символов взяты герб и флаг, утверждённые решениями Совета Калевальского муниципального района № XXXIII-508 и XXXIII-509 от 28 июля 2006 года и разработанных членом Союза художников России и Союза дизайнеров Карелии, художником Сергеем Кияницей.
Административный центр района — посёлок Калевала — до 1963 года назывался Ухтой, и здесь в марте 1920 года состоялся съезд представителей северо-карельских волостей, на котором была провозглашена Ухтинская республика. В основе цветового решения флага в сочетании зелёного, красного и чёрного цвета лежат цвета исторических флагов Карелии (в том числе флага Ухтинской республики), дополненные синим цветом — цветом многочисленных озёр, расположенных на территории района.
В центре композиции изображена стилизованная ладья, которая нарисована в виде гусиного пера, а её парус — в виде карельского национального музыкального инструмента — кантеле. Перо символизирует Калевальский край как родину плеяды великих писателей: А. Тимонена, О. Степанова, П. Пертту, Я. Ругоева, В. Пяллинена, А. Койвумяки и других. В районе расположения посёлка Калевала известный фольклорист Элиас Лённрот в XIX веке записал многие руны, вошедшие во всемирно известный карело-финский эпос «Калевала». Ладья символизирует перспективы развития территории и как бы плывет «из великого духовного прошлого в не менее замечательное будущее». Кантеле (карело-финские гусли) символизирует творчество жителей и духовную жизнь района.
Применённые на флаге цвета в геральдике обозначают:
— жёлтый цвет (золото) символизирует богатство, справедливость, стабильность, уважение, великодушие.
— синий цвет (лазурь) символизирует возвышенные устремления, искренность и добродетель; также это цвет водных объектов (озера и реки) и чистого неба.
— зелёный цвет — символ весны, радости, надежды, жизни, здоровья, природы, а также символ лесов и природных богатств.
— красный цвет — символ жизнеутверждающей силы труда, красоты, мужества, самоотверженности, праздника, красоты, солнца.
— чёрный цвет — символ благоразумия, мудрости и свободы.